# Kramer (kulle)
Kramer är en kulle i Antarktis. Den ligger i Västantarktis. Argentina, Chile och Storbritannien gör anspråk på området. Toppen på Kramer är 28 meter över havet.
Terrängen runt Kramer är kuperad. Havet är nära Kramer åt sydväst. Trakten är obefolkad. Det finns inga samhällen i närheten.